# 旁遮普共产主义革命委员会
旁遮普邦共产主义革命委员会（英語：Punjab Communist Revolutionary Committee），原为共产主义革命者全印协调委员会的巴廷达县委员会。当共产主义革命者全印协调委员会创建印度共产党（马列）时，该委员会未加入。1976年6月，与印度共产主义革命者团结中心（马列）合并，1979年9月分裂出来，建立了平行的印度共产主义革命者团结中心（马列） (哈巴詹·索希)。1982年分裂出一个同名组织。1988年合并到印度共产主义革命者中心。